# Priuli & Verlucca
La casa editrice Priuli & Verlucca ha sede a Scarmagno ed è specializzata in libri di montagna, fotografie, cultura, arte, tradizioni ed antropologia del Piemonte e delle Alpi.

## Storia

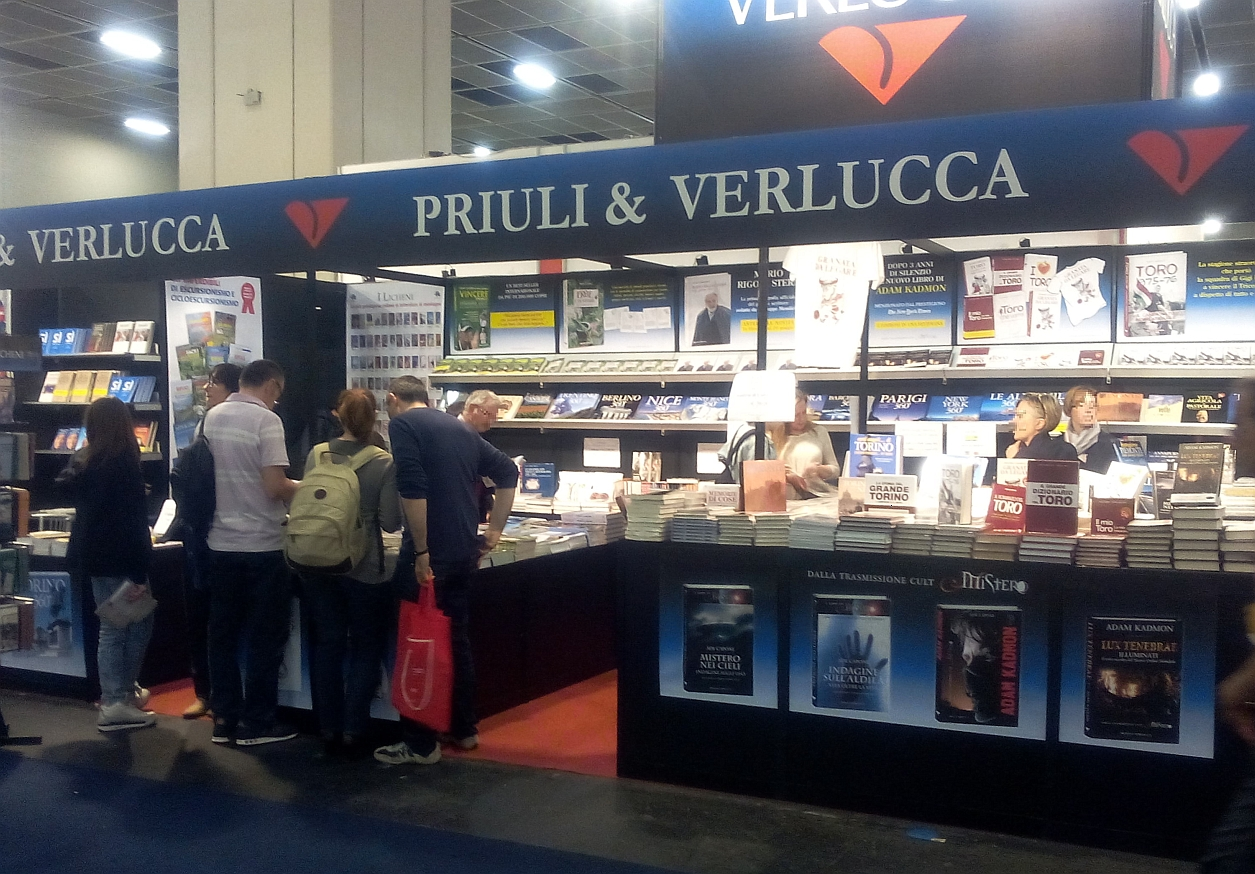
Stand dell'editore al Salone internazionale del libro 2016

La casa editrice fu fondata a Ivrea nel 1971 da Gherardo Priuli e Cesare Verlucca. Ebbe una grande popolarità negli anni 1980, sia in Italia sia all'estero, grazie alle opere di Attilio Boccazzi-Varotto che la scelse come editrice di riferimento.

## Attività editoriale
Tra i vari testi nel catalogo dell'editore ha avuto un posto centrale la storica collana dei Quaderni di cultura alpina, giunta nel 2012 al suo centesimo numero (Architettura alpina contemporanea, A.De Rossi e R.Dini). Tra le collane di Priuli e Verlucca può anche essere ricordata I Licheni, una collezione letteraria dedicata alla montagna che comprende opere di autori molto noti nel settore quali Reinhold Messner, Mauro Corona, Edward Whymper o Patrick Berhault. La collana è stata acquisita nel 2013 dalla casa editrice Vivalda, non più in attività..
In collaborazione con l'editore Glénat Priuli & Verlucca pubblica in Italia la rivista L'Alpe.
Nel 2012, con A tavola nel risorgimento, edito da Priuli e Verlucca, Elma Schena e Adriano Ravera, due insegnanti di Boves, si sono aggiudicati la settima edizione del prestigioso Premio Bancarella della Cucina.